# Teatro Wintergarten (Berlino)
Il 'Teatro Wintergarten è stato un teatro di varietà multiuso situato a Berlino, nel quartiere di Mitte, costruito nel 1887 è stato distrutto nel 1944 durante un bombardamento nella II guerra mondiale.

## Storia
Il teatro, inaugurato nell'autunno del 1887, era nato come teatro per spettacoli di varietà. Il 1º novembre 1895 ebbe luogo la prima proiezione di film pubblici e commerciali , con 8 cortometraggi, dove i fratelli Emil e Max Skladanowsky mostrarono il loro bioscopio.
Nel 1900 l'edificio fu ricostruito ex novo, su progetto di Bernhard Sehring, conosciuto per aver costruito il Theater des Westens, conferendogli un suo aspetto specifico, che fu mantenuto fino alla sua distruzione.